# Ruská Bystrá
Ruská Bystrá (Hongaars:Oroszsebes) is een Slowaakse gemeente in de regio Košice, en maakt deel uit van het district Sobrance.

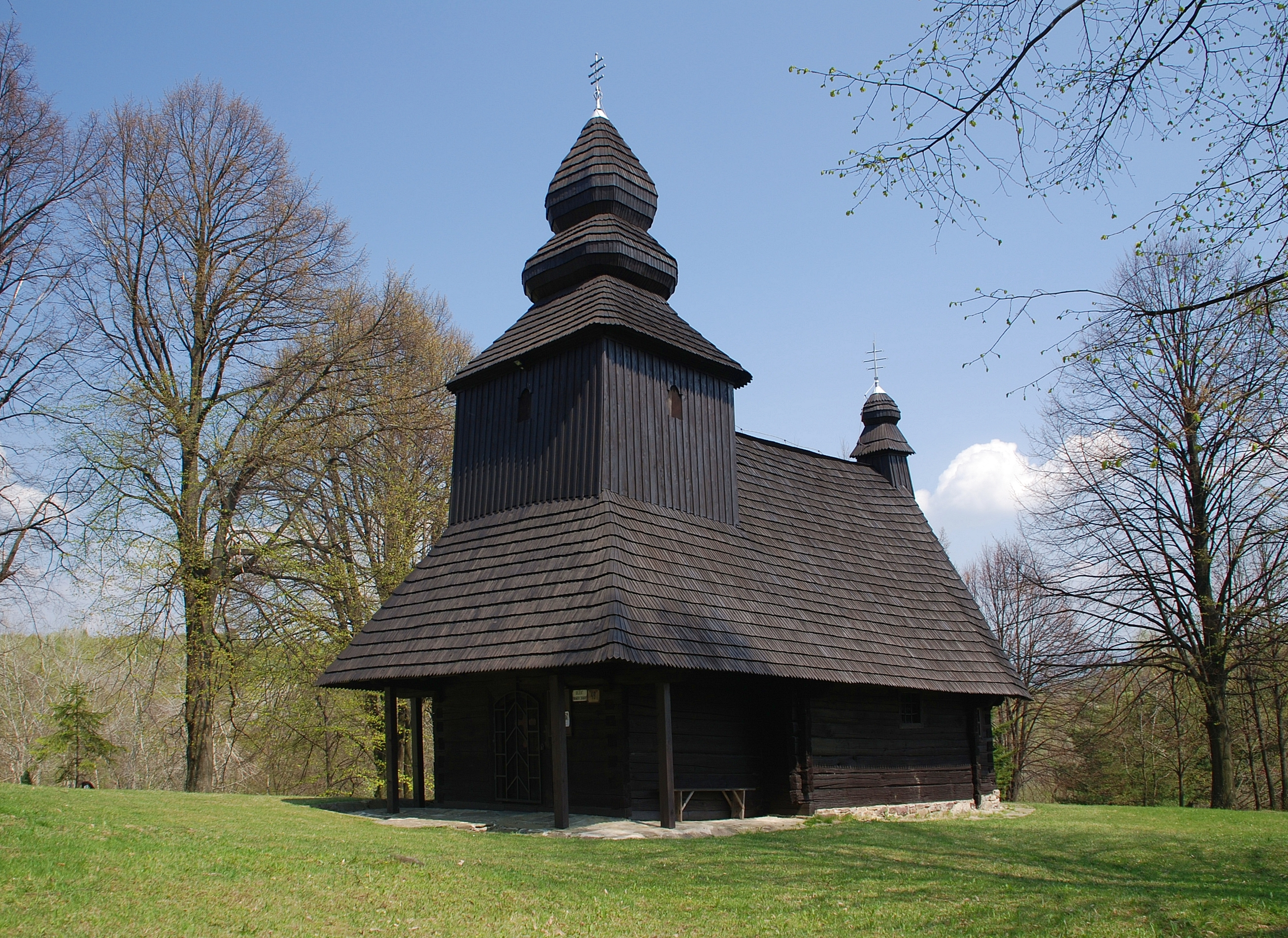
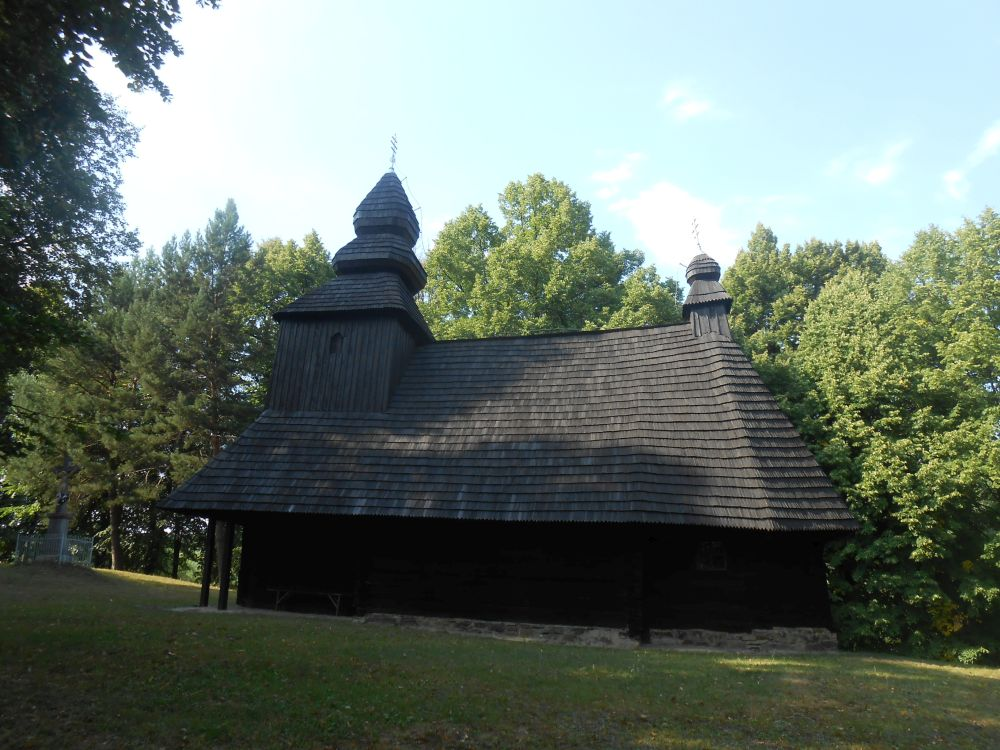
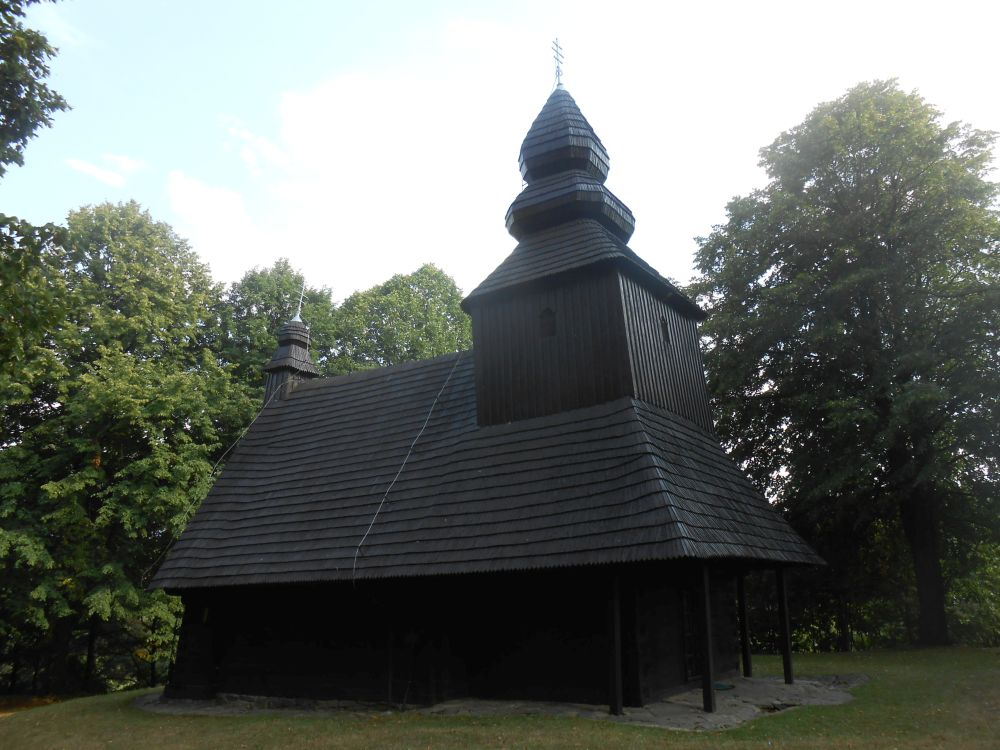

Ruská Bystrá telt 133 inwoners.